# Dictionnaire de théologie catholique
Pour les articles homonymes, voir DTC.
Le Dictionnaire de théologie catholique (DTC) est une encyclopédie exposant les doctrines et l'histoire de la théologie catholique. Il est formé de quinze tomes constitué de trente volumes de 1899 à 1950 entre la crise moderniste et le concile Vatican II.

## Historique
Ce dictionnaire de référence est publié de 1899 à 1950 chez Letouzey et Ané sous la direction, successivement, d'Alfred Vacant (1852-1901), Eugène Mangenot (1856-1922) et Émile Amann (1880-1948). Il est complété de 1951 à 1972 par des tables générales en trois volumes publiées sous la direction du chanoine Albert Michel (1877-1972) et de Bernard Loth (1895-1972).
Un grand nombre de collaborateurs participent à cet ouvrage, par exemple les théologiens Ambroise Gardeil sur l'article Lieux théologiques, Réginald Garrigou-Lagrange sur les articles Thomisme et Prédestination, Albert Michel sur l'article Fondamentale ou générale (Théologie), Thomas Deman, et le cardinal Yves Congar sur l'article Théologie.
La reconnaissance de ce travail par l'épiscopat fut donnée par les imprimatur du cardinal Richard de Paris, de l’évêque Turinaz de Nancy, le cardinal Dubois de Paris, l'archevêque Ruch de Strasbourg puis des vicaires généraux de Paris. Une bénédiction du cardinal Verdier le 7 octobre 1930 garde une trace dans le tome 11.
Cet ouvrage fut un organe de participation active aux débats épistémologiques majeurs renouvelant la théologie catholique contemporaine selon Sylvio De Franceschi. Il est d'abord antimorderniste et donc conservateur sous les deux premiers directeurs jusqu'en 1922. Puis avec Emile Amaan au tome 7.2, le dictionnaire adapte sa méthodologie afin de répondre aux exigences scientifiques survenues avec le modernisme. Enfin, il conclut que bien souvent considéré « comme le zélé dépositaire d’une doctrine rétrograde, le dictionnaire de théologie catholique a en réalité activement œuvré à éclaircir des débats épistémologiques » plaidant « pour un nouvel équilibre entre théologies spéculative et positive ».

## Tomes
| Tomes | Contenu                                            | Année d'édition | Archive (fac-simile et OCR) | Wikisource (en cours et sommaires) |
| ----- | -------------------------------------------------- | --------------- | --------------------------- | ---------------------------------- |
| 1     | Aaron — Apolinaire Apolinaire — Azzoni             | 1909 (2e)       | partie 1 partie 2           |                                    |
| 2     | Baader – Cajetan Cajetan - Cisterciens             | 1910 (2e)       | partie 1 partie 2           |                                    |
| 3     | Clarke – Constantinople Constantinople - Czepanski | 1908            | partie 1 partie 2           |                                    |
| 4     | Dabillon – Dieu Dieu - Emser                       | 1911            | partie 1 partie 2           |                                    |
| 5     | Enchantement – Eucharistie Eucharistie - Fiume     | 1913            | partie 1 partie 2           |                                    |
| 6     | Flacius Illyricus – Géorgie Géorgie - Hizler       | 1920            | partie 1 partie 2           |                                    |
| 7.1   | Hobbes – Immunités                                 | 1922            |                             |                                    |
| 7.2   | Impanation – Irvingiens                            | 1923            |                             |                                    |
| 8.1   | Isaac – Jeûne                                      | 1924            |                             |                                    |
| 8.2   | Joachim de Flore – Latrie                          | 1925            |                             |                                    |
| 9.1   | Laubrussel – Lyre                                  | 1926            |                             |                                    |
| 9.2   | Mabillon – Marletta                                | 1927            |                             |                                    |
| 10.1  | Maronite – Messe                                   | 1928            |                             |                                    |
| 10.2  | Messe – Mystique                                   | 1929            |                             |                                    |
| 11.1  | Naasséniens – Ordalies                             | 1931            |                             |                                    |
| 11.2  | Ordéric Vital – Paul (Saint)                       | 1932            |                             |                                    |
| 12.1  | Paul Ier – Philopald                               | 1933            |                             |                                    |
| 12.2  | Philosophie – Prédestination                       | 1935            |                             |                                    |
| 13.1  | Préexistence – Puy (Archange du)                   | 1936            |                             |                                    |
| 13.2  | Quadratus – Rosmini                                | 1937            |                             |                                    |
| 14.1  | Rosny – Schneider                                  | 1939            |                             |                                    |
| 14.2  | Scholarios – Szczaniecki                           | 1941            |                             |                                    |
| 15.1  | Tabaraud – Trincarella                             | 1946            |                             |                                    |
| 15.2  | Trinité – Zwinglianisme                            | 1950            |                             |                                    |
|       | Tables                                             |                 |                             |                                    |